# Cheeki breeki
（或）是一个网络迷因。它源自电子游戏《潜行者：切尔诺贝利的阴影》中，土匪NPC常说的一句口头禅，原文是。当玩家处于土匪周围时，这段语音即有可能被触发。
这段语音经过YouTuber重新制作视频，在前苏联国家（尤其是乌克兰、俄罗斯）等斯拉夫电子游戏爱好者中流行，并成为一个网络流行词汇。衍生出包括歌曲、舞蹈在内的诸多俄式硬核摇滚文化作品。
在俄国日常生活中，当某人酗酒宿醉之后，也有可能胡乱大喊这句话。

## 背景
《潜行者：切尔诺贝利的阴影》于2007年发行，是乌克兰游戏开发商GSC Game World制作的第一人称射击游戏，游戏背景设定在近未来的平行世界，位于切尔诺贝利的核电厂再一次发生核子反应炉事故，造成进驻当地的人在灾难中丧生，或是突变成怪物。

## 翻译与用法
源自一句囗头禅，无法真正的翻译，但可以从对话内容中推测它的涵义，与、等网络流行语不同，不是侮辱性的用词。网络社群参与者，对这句话有各种不同的解释。

### 全文翻译
A nu ka - 搞快点！快来！
Cheeki Breeki - 他妈的，艹！ （小孩通常用这样的读音说脏话，成年人有时也作为俚语在使用）, 是Yob（操！）的替代用法.
V Damku - 脑门！字面意思是“皇冠”。这是一个俚语用法。
最佳翻译应该是：“妈的搞快点，给他脑门来一发！”，这句话要用嘲弄的语气说才能符合用词的环境。

### 常见用法
- “Have a merry cheeki breeki, and get out of here Stalker.”[3]- “艹，潜行者，圣诞快乐，（趁你还活着）赶紧滚吧！”
- “Tim, shut the fuck up about that cheeki breeki shit ;you're not Russian you're from Toronto”[1]- “Tim，别他妈的学我们骂人了，你来自多伦多，不是他妈俄国人！”

此短语常与俄式重金属摇滚（Hardbass）共同出现。

### 其他翻译
网络论坛、讨论区中，对这句话的解释还有其他一些争议，由于来源可信程度、与已发表的视频、文章作品的相符度等原因，仅列出于此：
有说法称，这句话翻译成英文是“One, two, I'm on top!”，表述的是一种两人叠罗汉游戏，其中上面的那个人是“国王”。引申义为“我能搞定现在的情况！”。
另有说法称，Cheeki Breeki 是英文 “Check it，Break it”的俄式读法，意为“瞅瞅那是啥！干掉它！”，

## 游戏音频
在游戏包含的属于“土匪”阵营的音频文件中，有数种不同的声音包含上文所述的“A nu cheeki breeki iv damke”短语。它们都包含在“detour”（“迂回”）目录下。
这条语音由乌克兰配音演员Grigori German
录制，在其FaceBook主页上，还有他对自己配音的一些想法的阐述。

## 流行程度
2007年，这款游戏发售后，这句话迅速在玩家群体中流行.2011年12月12日，Youtube视频作者TheIronTyrant将俄国人和着音乐跳舞的视频和“潜行者”系列游戏中土匪的口号结合起来做成了一部题为“Meet The Bandits”的视频。其中便有“Cheeki Breeki”这句话。这个视频爆红，截至2017年8月，已经有超过290万播放量。
2016年1月11日，Youtube视频作者 Life of Boris 发布了首部人们伴着Apartje脱胎于《Meet the Bandits》的《Cheeki Breeki》跳舞的系列视频作品。这一作品在18个月内收获了超过270万播放，接下来的一年中这位作者上传了这个视频的续集，并且在八个月内收获了140万播放量 。自此，“Cheeki breeki”正式成为网络迷因。
在Google Trend上，关键词“Cheeki Breeki”的检索量从2016年3月开始飙升，至五月达到顶峰，并至今一直保持的顶峰的40%左右检索量。搜索最热地区依次为：克罗地亚、捷克、波兰、芬兰、塞尔维亚。有趣的是，美国排在全球检索量第17名，比俄国（28名）和乌克兰（32名）都要高。